# Ніна Совінек
Ніна Совінек (26 травня 1985) — словенська плавчиня.
Учасниця Олімпійських Ігор 2008 року.